# Cymodocella egregia
Cymodocella egregia là một loài chân đều trong họ Sphaeromatidae. Loài này được Chilton miêu tả khoa học năm 1892.